# Tamolanica denticulata
Tamolanica denticulata är en bönsyrseart som beskrevs av Krauss 1902. Tamolanica denticulata ingår i släktet Tamolanica och familjen Mantidae. Inga underarter finns listade i Catalogue of Life.